# Epístola als Laodicencs
L'Epístola als Laodicencs, és una carta suposadament escrita per Pau de Tars a l'església de Laodicea, és, segons alguns, la que s'esmenta en la canònica Epístola als Colossencs. Diversos textos amb aquest títol se sap que han existit, però es creu que cap ha estat escrit per Pau.

## Origen
Pau, conegut autor cristià, va escriure diverses cartes (o epístoles) en grec a les diferents esglésies cristianes primitives. Moltes van sobreviure i s'inclouen en el Nou Testament, però altres se sap que s'han perdut. L'Epístola als Colossencs diu que "Quan vosaltres haureu llegit aquesta carta, feu que també la llegeixin els de l'església de Laodicea, i la carta de Laodicea, llegiu-la també vosaltres". Aquest text confirma que en el moment en què l'Epístola als cristians de Colosses es va escriure, Pau també va escriure una epístola a l'església de Laodicea.

## Possibles candidats
Alguns estudiosos han suggerit que això es refereix a la canònica "Epístola als Efesis", al·legant que es tractava d'una carta circular per ser llegida a moltes esglésies de la zona de Laodicea.

## L'epístola als Laodicencs dels Marcionites
Marció cristià del segle II considerat heretge per l'església creia que Pau va ser l'únic apòstol que realment va entendre el missatge de Jesús, i va construir un cànon que consta d'un sol Evangeli (segons alguns basat en l'Evangeli segons Lluc) i algunes de les epístoles Paulines. Aquestes van ser modificades, segons Marció, per eliminar els passatges que no estaven d'acord amb la doctrina correcta. Segons el "Fragment Muratorià", el cànon de Marció conté una falsificació titulada Epístola als Laodicencs que fou reescrita per ajustar-la al seu propi punt de vista. Aquest escrit va desapareix-a i no se sap el que podria haver contingut. Alguns estudiosos suggereixen que pot haver estat la que es descriu en la Vulgata, mentre que altres ho neguen.

## L'epístola als Laodicencs a la Vulgata
Una carta titulada Epístola als Laodicencs, que consta de 20 línies breus, es troba en algunes edicions de la Vulgata, només en la seva versió llatina. Es creu gairebé per unanimitat, que era pseudo-epigràfica, sent una còpia de frases fetes de la veritable carta Paulina. No Conté gairebé cap doctrina, ni ensenyaments, i la narració no es troba en altres llocs, exclosa del cànon.
El text va ser exclòs per unanimitat del cànon bíblic, i no apareix en cap exemplar grec de la Bíblia, ni és conegut en altres versions com la siríaques. Sant Jeroni va escriure en el segle iv, "és rebutjada per tots." No obstant això, és evident que va obtenir un cert grau de respecte. Pel que sembla, pels més de 100 exemplars que van sobreviure. Segons La Bíblia Sacra iuxta vulgatum versionem, cal Vulgata Llatina manuscrits que contenen aquesta epístola que data entre els segles VI i XII, incloent el manuscrit llatí F (Còdex Fuldensis), M, Q, B, D (Ardmachanus), C, i Lambda. L'epístola també surt en la versió John Wycliffe de la Bíblia i en totes les primeres traduccions d'alemany abans de Martí Luter, i per tant, es considera evident que va formar part de les Escriptures de l'església occidental durant molt de temps.
Aquesta epístola apòcrifa és considerada generalment com un intent per abastir aquesta suposada pèrdua del document sagrat. Alguns estudiosos suggereixen que es va crear per contrarestar la popularitat de l'epístola marcionite.